# Rodolfo Morandi
Rodolfo Morandi (Milano, 30 luglio 1902 – Milano, 26 luglio 1955) è stato un avvocato, economista e politico italiano.

## Biografia
Nato nel 1902 a Milano, si laureò in Giurisprudenza ed esercitò la professione forense. La sua formazione fu arricchita da studi di filosofia (in particolare, Hegel e Marx) e di economia. Tra i vari lavori intellettuali di cui fu autore, vi è anche una Storia della grande industria italiana. Fu, inoltre, direttore di collana per le Edizioni Corticelli.
Elemento centrale nella vita di Morandi fu l’impegno politico nel Partito Socialista Italiano, ove fu esponente di punta della corrente di sinistra. Aderì all'antifascismo e, arrestato nell'aprile del 1937, venne processato e condannato a dieci anni dal Tribunale speciale.
I suoi contatti con i gruppi degli esuli antifascisti risalgono al 1928. È di quell'epoca l'adesione di Morandi al movimento di Giustizia e Libertà, da cui si staccò per avvicinarsi sempre più a posizioni socialiste.
Tra gli anni 1934 e 1937, Morandi anima il Centro Interno Socialista e partecipa al gruppo redazionale italiano della rivista Politica socialista, che si pubblicava a Parigi e diffusa clandestinamente in Italia.
La sua attività militante continuò anche in carcere. Inviato al penitenziario per condannati politici di Castelfranco Emilia, Morandi partecipò all'organizzazione di un collettivo di studio dei detenuti dove si mise a disposizione come insegnante e per il quale mise a disposizione tutti i suoi mezzi finanziari.
Nel 1938 gli fu dedicata la tessera del PSI, assieme ad Antonio Pesenti e a Sandro Pertini, prigionieri anche loro nelle carceri fasciste.
Durante la Seconda guerra mondiale prese parte alla Resistenza partigiana e fu membro influente del CLN, in rappresentanza delle brigate Matteotti. Il 27 aprile 1945, in rappresentanza del Partito Socialista Italiano di Unità Proletaria, fu nominato presidente del CLNAI (Comitato Nazionale di Liberazione Alta Italia), succedendo ad Alfredo Pizzoni. Il 25 settembre 1945, sotto il governo di Ferruccio Parri, venne nominato componente della Consulta nazionale, assemblea legislativa di natura provvisoria e non elettiva istituita dopo la fine della seconda guerra mondiale allo scopo di sostituire il parlamento del Regno del Sud.
Fu tra il dicembre 1945 e l'aprile 1946, segretario del PSIUP, succedendo a Sandro Pertini.
Direttore della rivista "Socialismo" dal 1945, un anno dopo fu eletto deputato all'Assemblea Costituente tra le file del Partito Socialista Italiano di Unità Proletaria e fu Ministro dell'industria e del commercio dal luglio 1946 al maggio 1947.
Dal luglio 1946 al maggio del 1947, Morandi fu Ministro per l'Industria e il Commercio. Dopo la scissione della componente socialdemocratica nel gennaio 1947, fu favorevole all'alleanza con il Partito Comunista Italiano. Agli inizi degli anni '50 fu vicesegretario nazionale del Partito Socialista Italiano e si dedicò molto al rafforzamento della sua organizzazione sul territorio. 
Al Congresso straordinario di Genova (27 giugno-1º luglio 1948) presenta una mozione assieme a Pietro Nenni, posizionata a sinistra e a sostegno della validità, nonostante la sconfitta alle prime elezioni politiche, della politica del Fronte Democratico Popolare.
Nella primavera del 1950 al congresso nazionale della Federazione Giovanile Socialista Italiana, che si svolse a Modena, teorizzò l'adesione al leninismo come sviluppo del marxismo e come superamento della socialdemocrazia e del massimalismo. Morandi diede impulso alla nuova organizzazione capillare del PSI (nuclei di strada, di caseggiato, nuclei aziendali socialisti - i NAS -, ecc.) a partire dal Convegno nazionale di Roma (novembre 1950). Nel 1953 divenne senatore e durante la segreteria di Pietro Nenni fu vicesegretario del PSI.

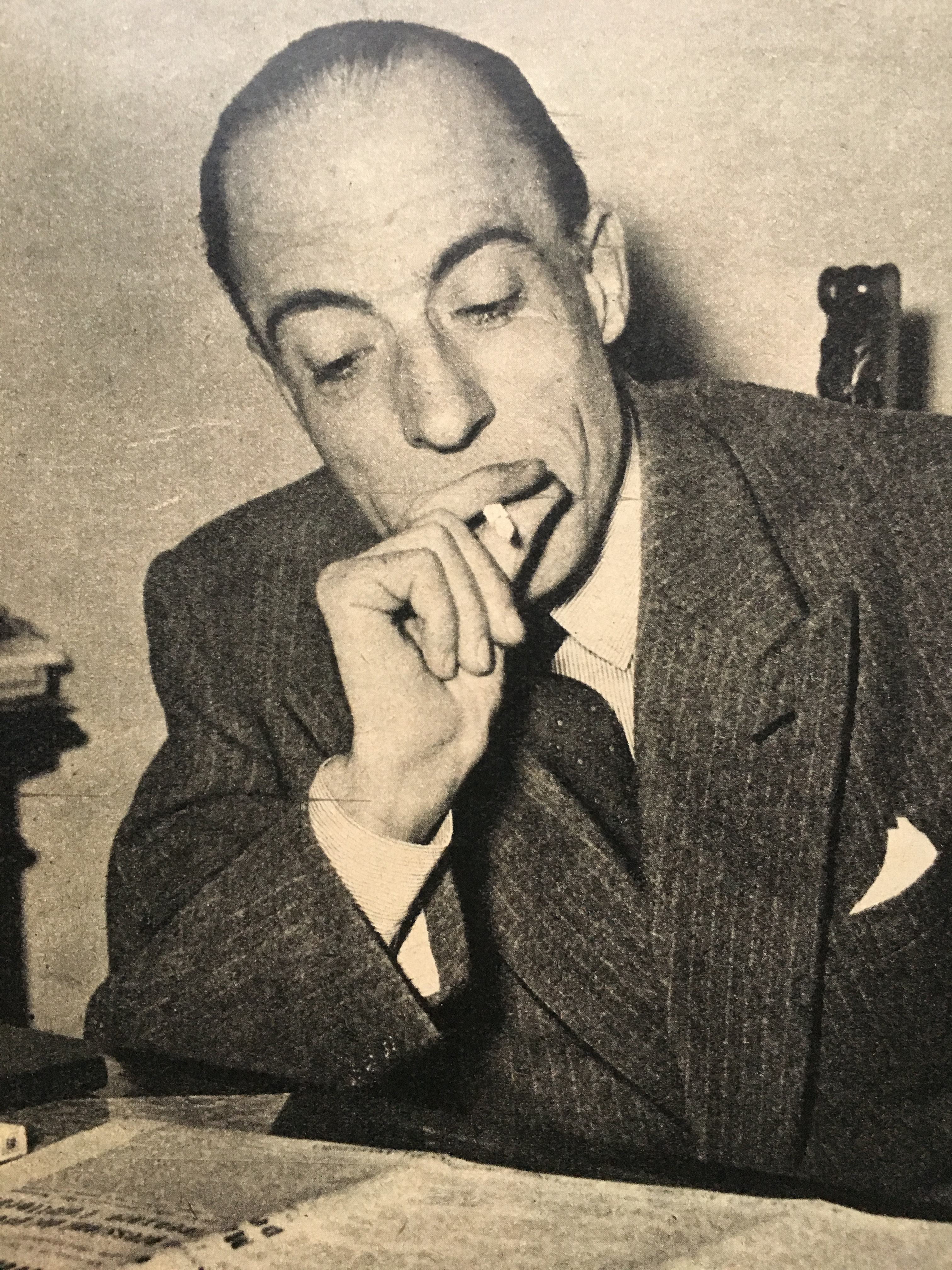
Rodolfo Morandi, 1953

Morì improvvisamente nell'estate del 1955, dopo aver enunciato al Congresso nazionale socialista di Torino svoltosi poco prima, la teoria dell'incontro tra le masse socialiste e cattoliche. Fu sostituito alla carica di senatore da Mario Grampa.

## Opere
- Storia della grande industria in Italia (1931)
- La democrazia del socialismo (1923)
- Lettere al fratello e Lotta di popolo (1937)
- Democrazia diretta e ricostruzione capitalista (1945)
- Il Partito e la Classe (1948)